# Aulagromyza zernyi
Aulagromyza zernyi är en tvåvingeart som beskrevs av Friedrich Georg Hendel 1920. Aulagromyza zernyi ingår i släktet Aulagromyza och familjen minerarflugor.
Artens utbredningsområde är Österrike. Inga underarter finns listade i Catalogue of Life.